# 경동나비엔
경동나비엔(영어: KyungDong Navien)은 대한민국의 에너지기기 제조업체이다.

## 제품
전체 매출의 61%(2024년 상반기 기준)를 미국에서 올리고 있으며 미국 매출의 70% 이상을 콘덴싱 온수기로 올리고 있다.

## 연혁
- 1978년 경동기계로 설립
- 1979년 경동기계 평택공장 준공
- 1979년 국내 최초 콤팩트형 사각 보일러 코로나보일러 출시
- 1980년 경동보일러 브랜드 개편
- 1984년 CI와 BI를 변경했다.
- 1987년 국내 최초 FF식 기름보일러 출시
- 1988년 네덜란드 네피트社와 콘덴싱보일러 기술 제휴
- 1988년 아시아 최초 콘덴싱 경동터보가스보일러 출시
- 1990년 경동기계 중원공장 설립
- 1991년 상호명을 경동기계에서 경동보일러로 변경
- 1991년 벽걸이형 순간식 가스보일러 '심포니' 출시
- 1991년 국내 최초 스테인리스 벽걸이 FF 저탕식 가스보일러 '하모니' 출시
- 1991년 효심I – 연탄갈기 편, 제1회 SBS 광고대상 기업광고부문 우수상 수상
- 1992년 업계 최초 가스보일러 중국 수출
- 1992년 효심Ⅱ – 노부부 편, 한국방송광고대상 대상 수상
- 1993년 업계 최초 기업 공개
- 1993년 BI를 ㄱ자에서 새턴으로 변경
- 1994년 저 카본 고급스텐레스과 마그네슘봉이 장착한 스텐레스보일러 개발
- 1995년 경동보일러 중국법인 북경경동열능설비유한공사(現 북경경동나비엔열능설비유한공사) 설립
- 1995년 효심IV - 고부사랑 편, 대한민국 광고대상 우수상 수상
- 1996년 업계 최초 천만불 수출의 탑 수상
- 1996년 경동보일러 CI와 BI를 변경했다.
- 1998년 한국형 콘덴싱 가스보일러 'KC' 출시
- 1998년 효심Ⅱ – 노부부 편, 경주국제광고제 국내광고 Best 7선정
- 2000년 송탄산업단지 내 경동나비엔 제3공장 설립
- 2002년 업계 최초 콘덴싱 가스보일러 미국 수출
- 2003년 업계 최초 콘덴싱 기름보일러 출시
- 2005년 아시아 최초 콘덴싱 가스보일러 유럽 열효율 최고등급 CE-4STAR 획득
- 2005년 중국법인 상해나비엔 설립
- 2006년 미국법인 나비엔 아메리카 설립
- 2006년 상호명을 경동보일러에서 경동나비엔으로 변경
- 2006년 콘덴싱 가스보일러 '나비엔 콘덴싱 on水' 출시
- 2009년 업계 최초 환경부 탄소성적표지 인증 획득
- 2010년 업계 최초 미국기계학회 ASME인증 획득
- 2011년 업계 최초 1억불 수출의 탑 수상
- 2019년 2020년 친환경 콘덴싱가스보일러 의무화
- 2020년 주식회사 경동전자(네트웍사업부문)를 합병.
- 2024년 SK매직 주방가전부문을 합병.
- 2025년 나비엔 매직 런칭

## 주요 취급 품목
- 보일러(콘덴싱보일러/일반 보일러)
- 온수기(콘덴싱온수기/일반 온수기)
- 숙면매트
- 제습환기청정기
- 시스템 각방
- 시스템 환기
- 퍼네스
- 히트펌프 온수기
- 히트펌프(ATA/ATW)
- 홈네트워크 시스템
- 전기오븐
- 가스레인지
- 레인지후드
- 스털링엔진

## 본점 및 지점 현황
국내 사업장
- 본사(에코허브): 경기도 평택시 서탄면 수월암길 95
- 서울사무소: 서울특별시 영등포구 국회대로76길 22 (여의도동)
- 기술연구소: 서울특별시 구로구 경인로53길 15 (업무B동)
- 평택공장: 경기도 평택시 경기대로 663
- 송탄공장: 경기도 평택시 산단로 87-23 (모곡동)
- 가산공장: 충청남도 아산시 선장면 삽교천로 104

해외 법인
- 미국

- 캐나다
- 멕시코
- 러시아
- 우즈베키스탄
- 중국(북경공장)
- 영국

## 같이 보기
- 귀뚜라미 (기업)
- 린나이코리아